# Abigail (film 2019)
Abigail è un film steampunk del 2019 diretto da Aleksandr Boguslavskij.

## Trama
Abigail è una ragazza che vive in una città chiusa da confini, molti anni prima, a causa di un'epidemia contagiosa. Quando aveva sei anni suo padre le è stato portato via in quanto malato. Si ribella così alle autorità e parte per un viaggio alla sua ricerca scoprendo che la sua città è magica.

## Distribuzione
Il film è stato distribuito in Russia dal 22 agosto 2019.